# Struck by Lightning
Ne doit pas être confondu avec Struck ou Struck by Lightning (album).
Pour plus de détails, voir Fiche technique et Distribution.
Struck by Lightning est un film australien de Jerzy Domaradzki sorti en 1990.

## Synopsis
Une entreprise employant exclusivement des personnes handicapées met sur pied une équipe de football corpo.

## Fiche technique
- Réalisation : Jerzy Domaradzki
- Scénario : Trevor Farrant
- Durée : 105 minutes

## Distribution
- Garry McDonald : Ollie Rennie
- Brian Vriends : Pat Cannizzaro
- Catherine McClements : Jill McHugh
- Henry Salter : Noel
- Denis Moore : Foster
- Briony Williams : Gail
- Syd Brisbane : Spencer
- Brian M. Logan : Kevin
- Peter Douglas : Colin
- Jocelyn Betheras : Jody